# East Aisle Ridge
East Aisle Ridge är en bergstopp i Antarktis. Den ligger i Östantarktis. Nya Zeeland gör anspråk på området. Toppen på East Aisle Ridge är 853 meter över havet.
Terrängen runt East Aisle Ridge är kuperad åt sydost, men åt nordväst är den bergig. Trakten är obefolkad. Det finns inga samhällen i närheten. 